# Saracura-três-potes
A saracura-três-potes (Aramides cajaneus), também conhecida como saracura-do-brejo, sericoia, sericora e três-potes, é uma espécie de saracura recorrente em áreas alagadas e húmidas dos Neotrópicos, ocorrem do México à Argentina. Tais aves possuem cabeça e pescoço cinza, partes inferiores castanhas, abdome negro, bico esverdeado e pernas vermelhas.

## Taxonomia e etimologia
Classificada na família Rallidae — os ralídeos — essa espécie foi originalmente descrita como Fulica Cajanea por Philipp Ludwig Statius Müller, em sua obra de 1776 Vollständiges Natursystem. Müller baseou sua descrição na ilustração “Poule d’Eau de Cayenne” (frango d'água de Cayenne's) pelo naturalista e artista francês Edme-Louis Daubenton na obra Planches Enlumineés d’Histoire Naturelle. Eventualmente, a espécie foi movida para o novo gênero Aramides, das saracuras, por Jacques Pucheran em 1845, e o epíteto específico foi mudado para cajaneus.
"Saracura" origina-se do vocábulo tupi sara'kura, três potes é onomatopeico referente à sua vocalização repetitiva.

## Descrição
A saracura-três-potes mede normalmente de 33 a 40 centímetros de comprimento e pesa 320 a 465 gramas, particularmente grande para um ralídeo. As partes superiores variam entre verde-oliva e marrom escuro. A cabeça e o pescoço são cinza médio, fundindo-se em uma mancha marrom na parte de trás da cabeça. Os olhos são vermelhos. O peito e os flancos são ruivos. A barriga, a garupa e a cauda são pretas. As pernas são vermelho-coral, enquanto o bico é amarelo-esverdeado brilhante. Os machos e as fêmeas são semelhantes.
As aves juvenis são semelhantes aos adultos, mas têm cores mais opacas, com sua barriga preta fuliginosa e salpicada de amarelo. Os indivíduos jovens também diferem por ter bico e pernas escuros, além de possuírem olhos castanhos. Os filhotes são pretos e felpudos, com a cabeça acastanhada. Seus olhos escuros são delineados por uma pele nua e avermelhada. O bico preto tem a base cor de carne. Um dente de ovo pequeno e de cor branca situa-se atrás da ponta da mandíbula superior, e outro dente de ovo muito pequeno na ponta da mandíbula inferior.
A subespécie avicenniae difere da nominal por seu tamanho menor. Também se distingue pois sua nuca é de cor cinza opaca. A mancha marrom presente na parte de trás da cabeça da subespécie nominal também está reduzida ou ausente. A parte inferior das costas é ligeiramente oliva, e as partes inferiores também são ligeiramente mais pálidas do que as nominais, mas sem penas brancas. Os abrigos das asas superiores de avicenniae também são mais cinza-esverdeados. A saracura-de-pescoço-ruivo é uma espécie parecida, mas é menor, e pode ser diferenciada da saracura-três-potes pela cabeça e pescoço avermelhados do primeiro, com a parte superior das costas cinza.
Esta ave muda suas rêmiges simultaneamente. Essa muda ocorre durante os meses de março a junho.

## Distribuição ehabitat
A espécie é encontrada na Argentina, Bolívia, Brasil, Colômbia, Costa Rica, Equador, Guiana Francesa, Guiana, Panamá, Paraguai, Peru, Suriname, Trinidad e Tobago, Uruguai e Venezuela. A subespécie nominal é isolada pela Cordilheira dos Andes e vive a leste desta cadeia de montanhas no Equador, Peru e Bolívia; ela não é encontrada mais a sudeste, no interior do território brasileiro. A subespécie avicenniae é encontrada na costa sudeste do Brasil.
Os habitats naturais da saracura-três-potes são florestas subtropicais ou tropicais úmidas de planície, florestas de mangue tropicais ou subtropicais e pântanos subtropicais ou tropicais. A subespécie avicenniae, entretanto, é quase completamente restrita à vegetação de manguezal. A ave pode ser encontrada desde o nível do mar até altitudes de cerca de 2 mil metros, embora alguns vagantes tenham sido registrados em elevações de até 2 300 metros na Colômbia.

## Comportamento e ecologia
A ave pode ser vista empoleirando-se tanto em arbustos quanto em árvores, um comportamento característico de ralídeos florestais. Ela raramente voa, embora, quando afugentada, geralmente se mova para um galho próximo ao solo. Se estiver sendo observada, normalmente é cautelosa.

### Reprodução
Os ninhos da saracura-três-potes são construídos em árvores e arbustos, geralmente de 1 a 3 metros acima do solo, sobre galhos planos ou em arbustos e forrados com galhos e folhas. Eles geralmente têm um diâmetro entre 30 e 40 cm na parte externa, com um diâmetro interno de cerca de 15 centímetros. A profundidade é geralmente entre 4 e 9 cm e a altura total do ninho é de cerca de 16 centímetros.
A ave é monogâmica, o macho e a fêmea formam laços duradouros, com casais permanecendo juntos durante todo o ano. Sua época de reprodução ocorre geralmente entre março e agosto, embora isso varie dependendo da geografia. Na Costa Rica, a temporada de reprodução se estende até setembro. Por outro lado, no México, a temporada de reprodução começa em janeiro. Em cativeiro, esta espécie de ralídeo apresenta um comportamento territorial.
Sua ninhada geralmente consiste em três a sete ovos manchados de marrom, ligeiramente brilhantes, esbranquiçados, embora as ninhadas de cinco ovos sejam mais típicas. Esses ovos geralmente medem cerca de 52 por 36 milímetros e pesam entre 25,1 e 27,1 gramas. Eles são incubados por ambos os sexos, cada um com turnos de seis a oito horas, por cerca de 20 dias. Em cativeiro, o macho incuba durante o dia e a fêmea durante a noite. Os filhotes nascem precocemente e são cuidados pelos pais por um ou dois dias antes de deixar o ninho, embora os filhotes às vezes usem o ninho onde nasceram até os 40 dias de vida.

### Dieta
A saracura-três-potes se alimenta à noite, comendo vários invertebrados e pequenos vertebrados. Em manguezais, geralmente se alimenta de caranguejos. Caso contrário, normalmente ingere moluscos, artrópodes, sapos, sementes, bagas, frutos de palmeira e cobras d'água. Milho, arroz e bananas também são itens alimentares viáveis para a espécie. Também é conhecido por se alimentar de fezes de ariranhas em locais onde os dejetos desse mamífero se acumulam.
Ao comer caracóis, a saracura martela as conchas para extraí-las. Para bagas, é capaz de saltar alto a fim de quebrar os cachos das frutas. Depois de fazer isso, separa as frutas uma a uma para comê-las. Ela usa seu bico parcialmente aberto para sondar e mover para o lado detritos como o lixo das folhas. Geralmente é cautelosa e reservada, e egoísta quando acasalado. Isso se manifesta em advertir seu parceiro com exibições de ameaça para mantê-lo à distância. Mesmo assim, ocasionalmente foi vista forrageando abertamente em grama curta perto de matagais e em riachos ou trilhas lamacentas.

### Parasitas
A saracura-três-potes é o hospedeiro-tipo do Plasmodium bertii, um parasita apicomplexano, o que significa que o P. bertii foi originalmente descoberto nesta espécie de ave. P. lutzi também é encontrado neste ralídeo.